# Vovinam tại Đại hội Thể thao Bãi biển châu Á 2016
Vovinam tại Đại hội Thể thao Bãi biển châu Á 2016 diễn ra ở Đà Nẵng, Việt Nam từ ngày 30 tháng 9 đến ngày 2 tháng 10 năm 2016 tại công viên Biển Đông, Đà Nẵng, Việt Nam.

## Danh sách huy chương

### Nam
| Nội dung               | Vàng                                                                               | Bạc                                                                  | Đồng |
| ---------------------- | ---------------------------------------------------------------------------------- | -------------------------------------------------------------------- | --- |
| Đòn tấn công bằng chân | Việt Nam · Huỳnh Khắc Nguyên · Nguyễn Bình Định · Nguyễn Văn Cường · Trần Công Tạo | Myanmar · Ma Na Kui · Myo Tun Ent · Win Htay Aung · Ye Wint Htoo     | Campuchia · Chren Bunlong · Koeut Sopeak · Ly Boramy · San Socheat                                         |
| Đòn tấn công bằng chân | Việt Nam · Huỳnh Khắc Nguyên · Nguyễn Bình Định · Nguyễn Văn Cường · Trần Công Tạo | Myanmar · Ma Na Kui · Myo Tun Ent · Win Htay Aung · Ye Wint Htoo     | Afghanistan · Abdul Aziz Hakimi · Lamar Hares Rasouli · Sayed Ahmad Bilal Sadaat · Sayed Ahmad Fawad Sadat |
| Ngũ môn quyền          | CHANTHAKALY Philavanh · Lào                                                        | HUYNH KHAC Nguyen · Việt Nam                                         | PENG Shu-Chun · Đài Bắc Trung Hoa                                                                          |
| Ngũ môn quyền          | CHANTHAKALY Philavanh · Lào                                                        | HUYNH KHAC Nguyen · Việt Nam                                         | JAHANIPOUR SAGZABADI Meysam · Iran                                                                         |
| Song luyện 3           | Myanmar · MA NA Kui · BO Bo                                                        | Việt Nam · LAM TRI Linh · le TOAN Trung                              | Campuchia · PRAK Sovanny · SOK Sambat                                                                      |
| Song luyện 3           | Myanmar · MA NA Kui · BO Bo                                                        | Việt Nam · LAM TRI Linh · le TOAN Trung                              | Lào · PHOMMACHAN Phokham · THAMMAVONGSA Saosanga                                                           |
| Song luyện mã tấu      | Việt Nam · LAM DONG Vuong · TRAN THE Thuong                                        | Campuchia · CHIN Piseth · CHREN Bunlong                              | Ấn Độ · ALOK KUMAR Alok Kumar · SINGH Prashant                                                             |
| Song luyện mã tấu      | Việt Nam · LAM DONG Vuong · TRAN THE Thuong                                        | Campuchia · CHIN Piseth · CHREN Bunlong                              | Myanmar · KHINE ZIN Win · PHYO MIN Soe                                                                     |
| Tự vệ với vũ khí       | Myanmar · CHAN MYAE Aung · YE WINT Htoo · MYO TUN Ent · WIN HTAY Aung              | Việt Nam · DINH HAI Thanh · le DUC Duy · le PHI Bao · MAI DINH Chien | Lào · PIENGPANYA Phoutthasin · SIHALATH Ketsada · THAMMAVONGSA Saosanga · THAMMAVONGSA Phailath            |
| Tự vệ với vũ khí       | Myanmar · CHAN MYAE Aung · YE WINT Htoo · MYO TUN Ent · WIN HTAY Aung              | Việt Nam · DINH HAI Thanh · le DUC Duy · le PHI Bao · MAI DINH Chien | Campuchia · KOEUT Sopheak · CHIN Piseth · CHREN Bunlong · SAN Socheat                                      |

### Nữ
| Nội dung        | Vàng                                        | Bạc                                   | Đồng                                           |
| --------------- | ------------------------------------------- | ------------------------------------- | ---------------------------------------------- |
| Song luyện kiếm | Việt Nam · le THI Thuong · MAI THI KIM Thuy | Myanmar · KHINE WAR Phoo · HNIN Thida | Campuchia · POV Sokha · SOEUR Chanleakhena     |
| Song luyện kiếm | Việt Nam · le THI Thuong · MAI THI KIM Thuy | Myanmar · KHINE WAR Phoo · HNIN Thida | Lào · CHANTHALACKSA Mala · INSOUMANG Phiksamay |
| Long Hổ quyền   | MANIK TRISNA DEWI Wetan · Indonesia         | GAWALE Deepa Prakash · Ấn Độ          | SADAMATSU Yoshimi · Nhật Bản                   |
| Long Hổ quyền   | MANIK TRISNA DEWI Wetan · Indonesia         | GAWALE Deepa Prakash · Ấn Độ          | NGUYEN THI NGOC Tram · Việt Nam                |

### Hỗn hợp
| Nội dung          | Vàng                                                                  | Bạc                                                                         | Đồng                                                                                 |
| ----------------- | --------------------------------------------------------------------- | --------------------------------------------------------------------------- | ------------------------------------------------------------------------------------ |
| Tự vệ với vũ khí  | Campuchia · Ly Boramy · Prak Sovanny · San Socheat · Pal Chhor Raksmy | Myanmar · Chan Myae Aung · Ma Na Kui · Ye Wint Htoo · Khine Kyawt Kyawt Wai | Việt Nam · Huỳnh Khắc Nguyên · Nguyễn Hoàng Vũ · Nguyễn Văn Cường · Lê Thị Thủy      |
| Tự vệ với vũ khí  | Campuchia · Ly Boramy · Prak Sovanny · San Socheat · Pal Chhor Raksmy | Myanmar · Chan Myae Aung · Ma Na Kui · Ye Wint Htoo · Khine Kyawt Kyawt Wai | Lào · Phongphon · Hoanglokham Xaysana · Piengpanya Phoutthasin · Insoumang Phiksamay |
| Tự vệ dành cho nữ | Campuchia · POV Sokha · LY Boramy                                     | Việt Nam · NGUYEN HOANG du · NGUYEN THI HOAI Nuong                          | Lào · SIHALATH Ketsada · CHANTHALACKSA Mala                                          |
| Tự vệ dành cho nữ | Campuchia · POV Sokha · LY Boramy                                     | Việt Nam · NGUYEN HOANG du · NGUYEN THI HOAI Nuong                          | Myanmar · KHINE ZIN Win · SU LAE Phyo                                                |

## Bảng huy chương
| 1         | Việt Nam          | 3 | 4 | 2  | 9  |
| 2         | Myanmar           | 2 | 3 | 2  | 7  |
| 3         | Campuchia         | 2 | 1 | 4  | 7  |
| 4         | Lào               | 1 | 0 | 5  | 6  |
| 5         | Indonesia         | 1 | 0 | 0  | 1  |
| 6         | Ấn Độ             | 0 | 1 | 1  | 2  |
| 7         | Afghanistan       | 0 | 0 | 1  | 1  |
| 7         | Iran              | 0 | 0 | 1  | 1  |
| 7         | Nhật Bản          | 0 | 0 | 1  | 1  |
| 7         | Đài Bắc Trung Hoa | 0 | 0 | 1  | 1  |
| Tổng cộng | Tổng cộng         | 9 | 9 | 18 | 36 |

## Nội dung

### Hỗn hợp

#### Tự vệ dành cho nữ
1 tháng 10
| Hạng | Đội                                                                        | Điểm |
| ---- | -------------------------------------------------------------------------- | ---- |
| 1    | Campuchia (CAM) · Ly Boramy · Pov Sokha                                    | 275  |
| 2    | Việt Nam (VIE) · Nguyễn Hoàng Dũ · Nguyễn Thị Hoài Nương                   | 270  |
| 3    | Lào (LAO) · Ketsada Sihalath · Mala Chanthalacksa                          | 262  |
| 3    | Myanmar (MYA) · Khine Zin Win · Su Lae Phyo                                | 262  |
| 5    | Indonesia (INA) · I Gusti Agung Ngurah Suardyana · Manik Trisna Dewi Wetan | 258  |
| 6    | Ấn Độ (IND) · Devrao Shankarrao Kapse · Pragati Sontakke                   | 251  |
| 7    | Đài Bắc Trung Hoa (TPE) · Peng Shu-chun · Huang Ling-yi                    | 247  |

#### Tự vệ với vũ khí
30 tháng 9
| Hạng | Đội             | Điểm |
| ---- | --------------- | ---- |
| 1    | Campuchia (CAM) | 273  |
| 2    | Myanmar (MYA)   | 268  |
| 3    | Việt Nam (VIE)  | 263  |
| 3    | Lào (LAO)       | 259  |